# كولت كابانا
كولت كابانا (بالإنجليزية: Colt Cabana)‏ هو مصارع محترف أمريكي، ولد في 6 مايو 1980 في ديرفيلد في الولايات المتحدة.

## وصلات خارجية
- الموقع الرسمي
- كولت كابانا على موقع WrestlingData.com (الإنجليزية)
- كولت كابانا على موقع CageMatch worker (الإنجليزية)
- كولت كابانا على موقع قاعدة بيانات المصارعة على الإنترنت (الإنجليزية)
- كولت كابانا على موقع عالم المصارعة على الإنترنت (الإنجليزية)
- كولت كابانا على موقع IMDb (الإنجليزية)
- كولت كابانا على موقع ديسكوغز (الإنجليزية)
- كولت كابانا على موقع قاعدة بيانات الفيلم (الإنجليزية)